# Danh sách cơn sóng thần và số người chết
Danh sách những cơn sóng thần trong lịch sử và số lượng người chết
- 228.000–560.000 - Thảm họa Sóng thần Ấn Độ Dương 2004 ở (Indonesia, Ấn Độ, Sri Lanka, Thái Lan, Somalia, Myanmar và các nước khác)
- 100.124 - Động đất ở Lisboa, 1755, sóng thần, động đất và hỏa hoạn, 1755, Bồ Đào Nha và Maroc
- 70.000 - Messina, Ý, động đất và sóng thần, 1908
- 40.000 - Nam Hải, 1782, kể cả số chết tại Đài Loan
- 36.000 - Núi lửa Krakatoa nổ, 1883
- 30.000 - Tokaido-Nankaido, Nhật Bản, 1707
- 27.000 - Nhật Bản, 1826
- 25,074 - Chile, 1868
- 22.070 - Sanriku, Nhật Bản, 1896
- 15.893 - Tōhoku, Nhật Bản, 2011
- 15.030 - Gây ra bởi núi Unzen, Tây Nam Kyushu, Nhật Bản, 1792
- 13.486 - Vịnh Lưu Cầu, 1771
- 5.233 - Tokaido-Kashima, Nhật Bản, 1703
- 5.000 - Nankaido, Nhật Bản, 1605
- 5.000 - Vịnh Moro, Philippines, 1976
- 4.000 - Borneo, Indonesia, 1952
- 3.000 - Papua New Guinea, 1998
- 3.008 - Sanriku, Nhật Bản, 1933
- 490-2.290 - Động đất lớn tại Chile, gây chết tại Chile, Hoa Kỳ (Hawaii), Philippines và Nhật Bản, 1960
- 2.000 - Lụt tại eo Bristol, 1607, có thể được gây ra bởi sóng thần, Anh
- 750 - Sóng thần tại Java, gây ra bởi động đất, 2006
- 360 - Sóng thần tại Tumaco, gây ra bởi động đất tại Colombia và Ecuador, 1979
- 202 - Sóng thần tại Okushiri, gây ra bởi động đất, 1993
- 165 - Động đất tại quần đảo Aleut, gây chết tại Hawaii và Alaska, 1946
- 122 - Động đất ngày thứ Sáu Thánh, Alaska và Hawaii, 1964
- 27 hoặc 51 - Vịnh Placentia, Newfoundland, Canada, 1929
- 23 - Nice, Pháp, 1979